# Clarinettiste
En musique, un clarinettiste (ou une clarinettiste) est un musicien instrumentiste qui joue de la clarinette.
Les clarinettistes nommés ci-dessous ont marqué l’évolution de l’instrument par leur virtuosité, leur enseignement, leur amitié avec un compositeur, leurs compositions ou leurs méthodes instrumentales.

## Clarinettistes célèbres
- Haut – A
- B
- C
- D
- E
- F
- G
- H
- I
- J
- K
- L
- M
- N
- O
- P
- Q
- R
- S
- T
- U
- V
- W
- X
- Y
- Z

### A
- Ernest Ačkun (en) (1930-2001)
- Edmondo Allegra (1889-1939)
- Luigi Amodio (1902—1942)
- Armand Angster (1947-)
- Henri Akoka (1912-1976)
- Arngunnur Árnadóttir (fi) (1987-)
- Sandra Arnold (19?-?) [réf. nécessaire]
- Michel Arrignon (1948)
- Guillaume-Ernest Assmann (1742-1836)

### B
- Léon Badi (1907-1988) [réf. nécessaire]
- Heinrich Backofen (1768-1830)

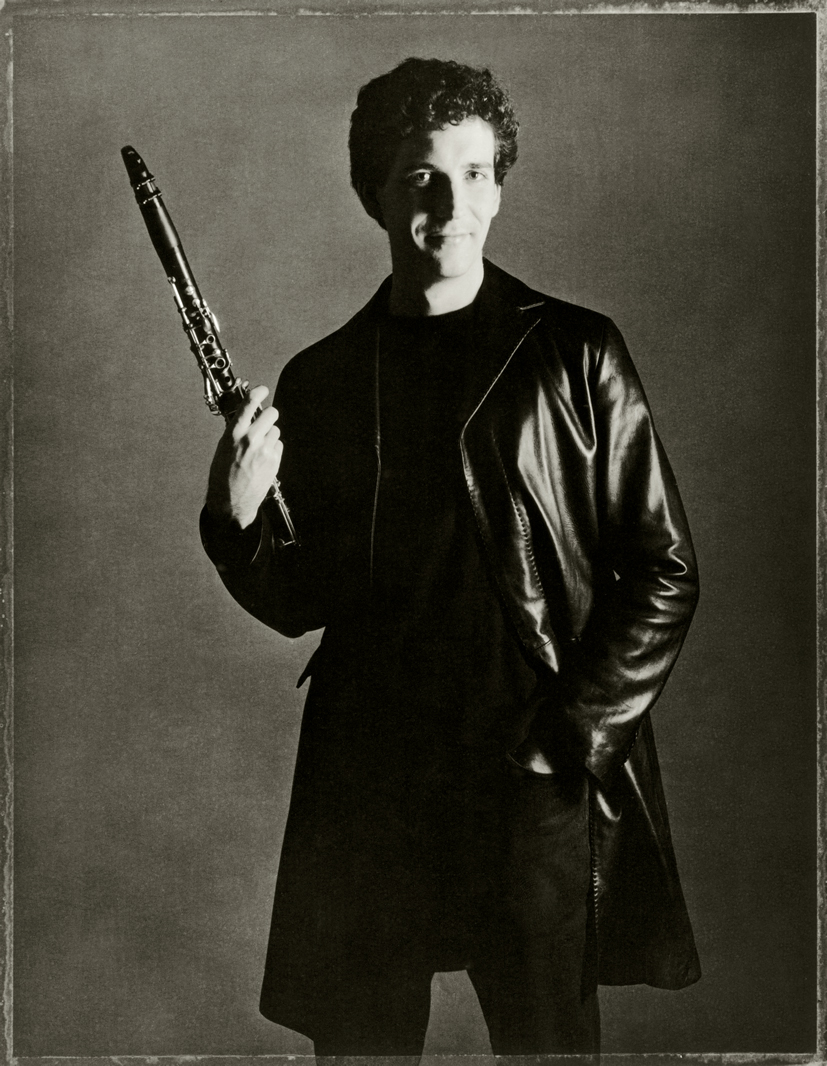
Nicolas Baldeyrou.

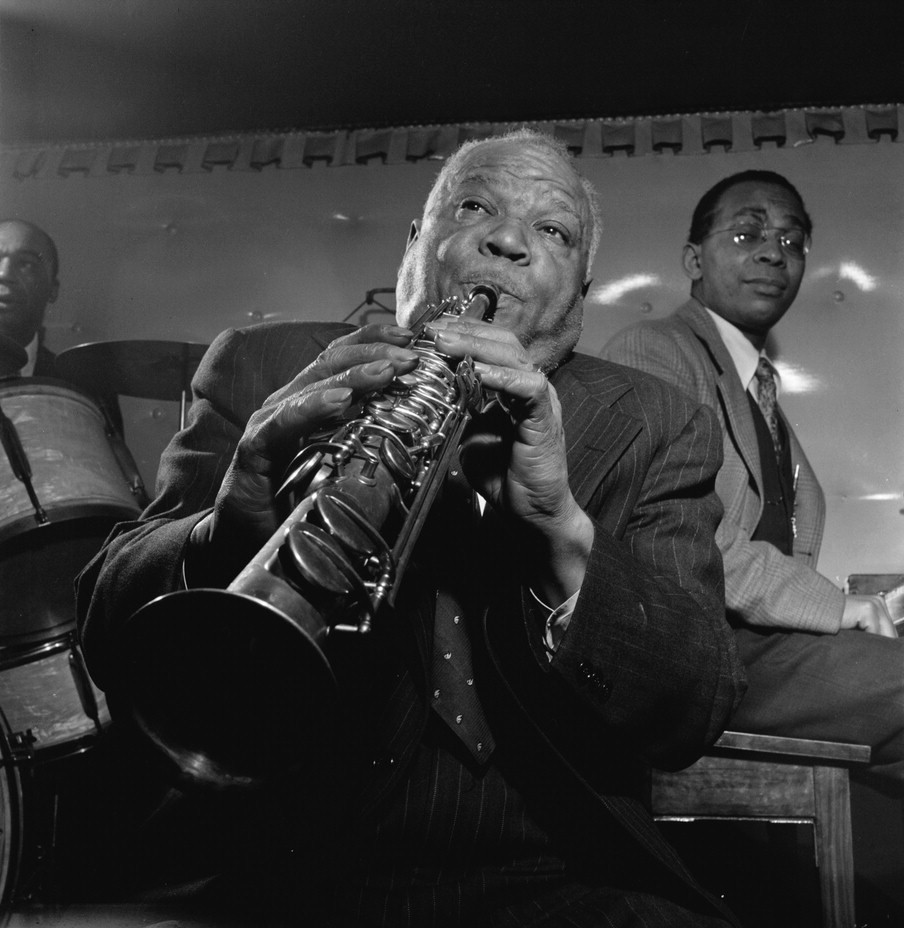
Sidney Bechet.

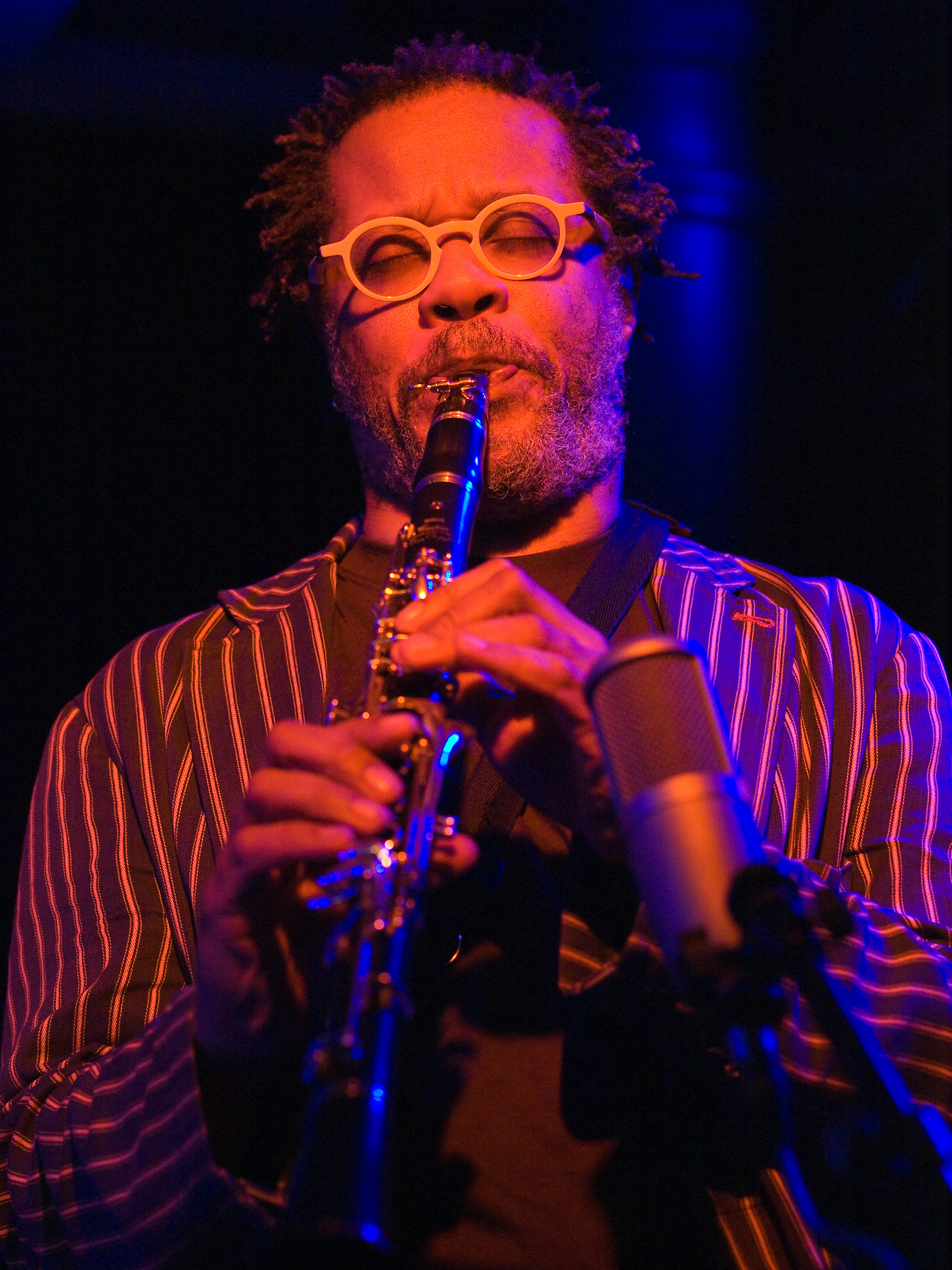
Don Byron.

- Heinrich Joseph Baermann (1784-1847)
- Carl Baermann (1810–1885)
- Joseph Bähr (1770-1819)
- Nicolas Baldeyrou (1979-)
- Davide Bandieri (1979-)
- Luigi Bassi (1833-1871)
- Sidney Bechet (1897–1959)
- Johann Joseph Beer (1744-1812)
- Simeon Bellison (1883-1953)
- Frédéric Berr (1794-1838)
- Philippe Berrod (1965-)
- Kálmán Berkes (1952-)[1]
- Samuel Berthod (1973-)
- Valéry Bezroutchenko (1940-2011) [réf. nécessaire]
- Alain Billard (1971-)
- Arnold-Joseph Blaes (1814-1892)
- Frédéric Blasius (1758-1829)
- František Tadeáš Blatt (1793-1856)
- Julian Bliss (1989-)
- Sergio Bosi (1964-)
- Walter Boeykens (1938-2013)[2]
- Louis Bonade (1845-?)
- Daniel Bonade (1896–1976)
- Alfred Boskovsky (1913-1990)
- Jacques Jules Bouffil (1783-1868)
- Edmond Boulanger (1928-1990)
- Norbert Bourdon (1934-?)
- André Boutard (1924-1998)[3]
- Naftule Brandwein (1884-1963)
- Eduard Brunner (1939-2017)[4]
- Jack Brymer (1915-2003)[5]
- Ferdinando Busoni (1834-1909)
- Claude-François Buteux (1797-1870)
- Don Byron (1958-?)

### C

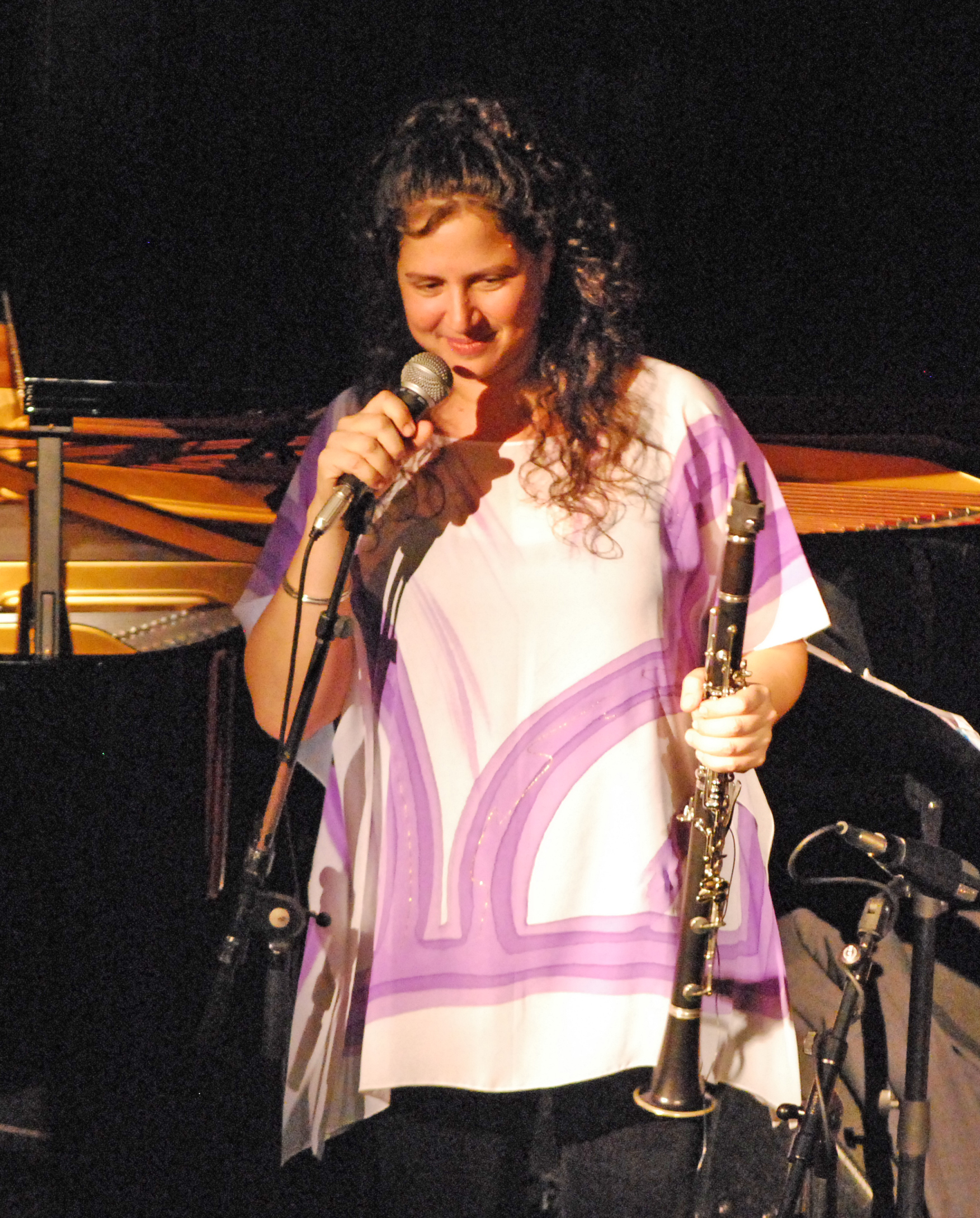
Anat Cohen.

- Serkan Çağrı (1976) [réf. nécessaire]
- Louis Cahuzac (1880—1960)
- Luigi Cancellieri (ca) (1895―1959)
- José Avelino Canongia (1784—1842)
- Ferdinand Capelle (1883-1942)
- Alessandro Carbonare (1969)
- Benedetto Carulli (1797―1877)
- Ernesto Cavallini (1807—1874)
- Joë Christophe (1994)
- Evan Christopher (1969-)
- George Arthur Clinton (en) (1850—1913)
- Maurice Cliquennois (1913-1997)
- Anat Cohen (1975-)
- Denis Colin (1956-), clarinette basse
- Michael Collins (1962)[6]
- Louis Costes (1881-1932)
- François Cotinaud (1956)
- Georges Coutelen (1914-1987)
- Jean-Noël Crocq (1948), clarinette basse
- Bernhard Henrik Crusell (1775—1838)
- Philippe Cuper (1957)[7]

### D
- François Dacosta (1778-1866)
- Alain Damiens (1950-)
- Guy Dangain (1935)[8]
- Eddie Daniels (1941)
- Buddy DeFranco (1923-2014)

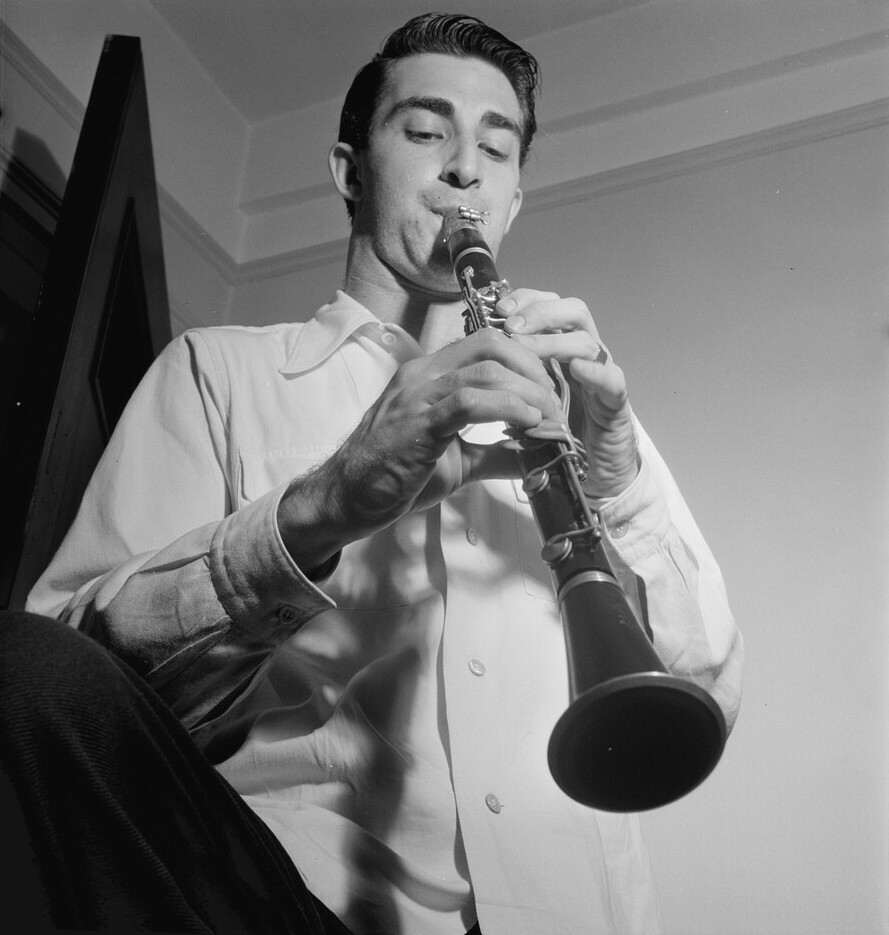
Buddy DeFranco.

- Ulysse Delécluse (1907-1995)[9]
- Guy Deplus (1924-2020)[10]
- Claude Desurmont (1930)
- Jacques Di Donato (1942)
- Henri Dionet (1911-2006)
- Johnny Dodds (1892-1940)
- Charles Draper (1869-1952)
- Haydn Draper (1889-1934)
- Philipp Dreisbach (1891-1980)
- Paquito d'Rivera (1948)
- Henri Druart (1919-2011)
- Stanley Drucker (1929)
- Augustin Duques (1898-1972)
- Jacques Charles Duvernoy (1766-1845)

### E

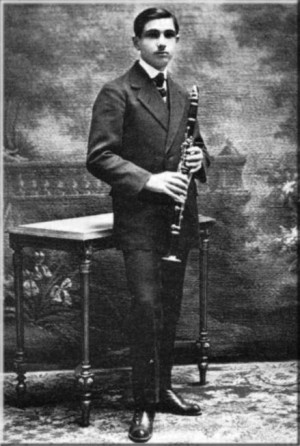
François Étienne.

- Julian Egerton (1848—1945)
- François Étienne (1901-1970)
- Yona Ettlinger (1924-1981)

### F

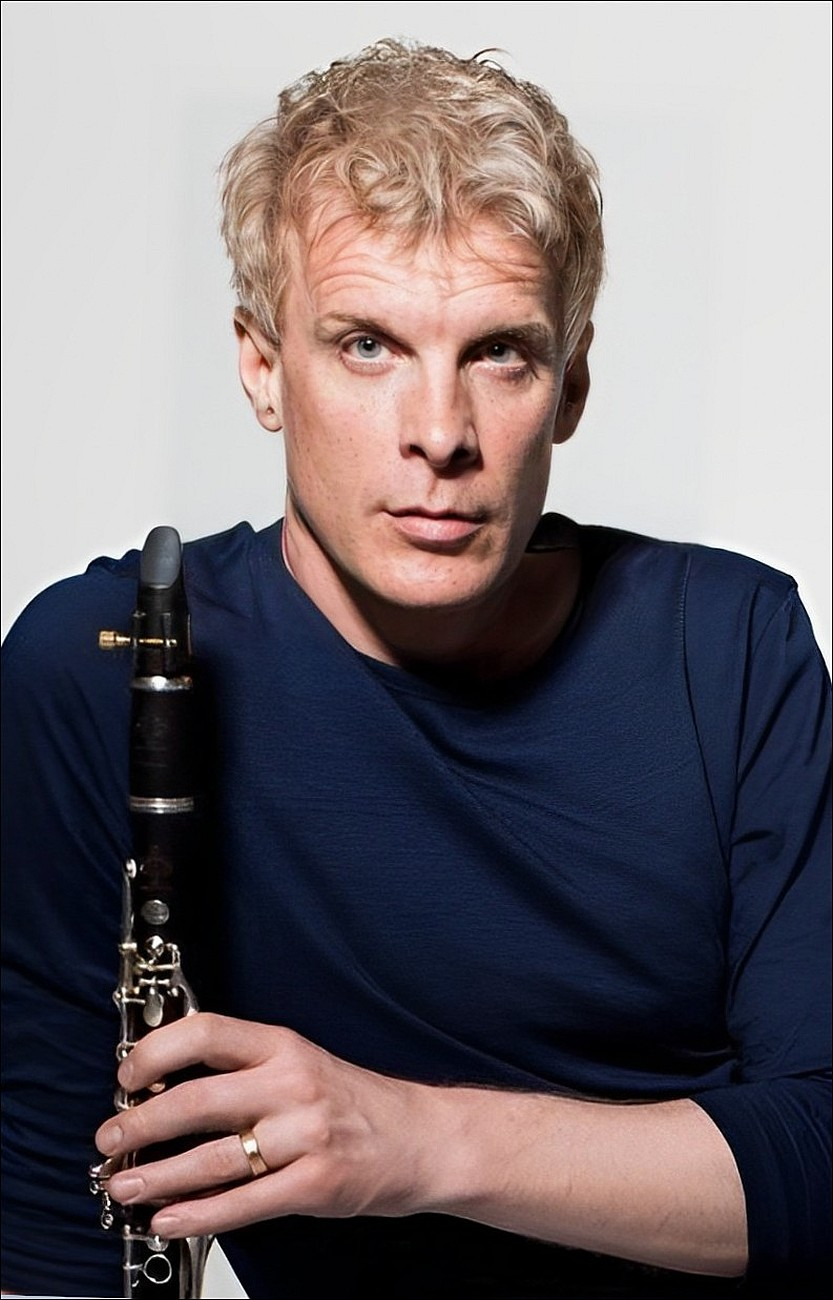
Martin Fröst.

- Claude Faucomprez (1949)
- Giora Feidman (1936)
- Robert Fontaine (1942)[11]
- Thomas Friedli (1946―2008)
- Martin Fröst (1970)
- Georg Friedrich Fuchs (1752―1821)
- Wenzel Fuchs (1963)

### G
- Agostino Gabucci (1896-1976)
- Rudolf Gall (1907-1962)
- Al Gallodoro (en) (1913-2008)

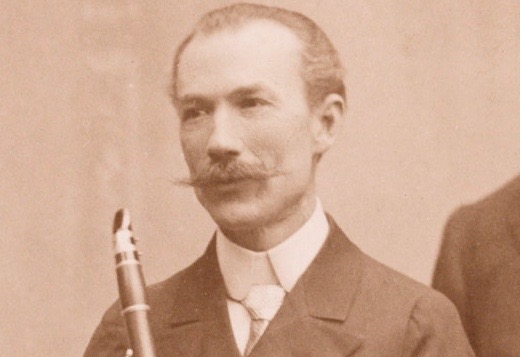
Manuel Gómez.

- Jean-Baptiste Gambaro (1785-1828? ou 1850?)
- Klaus Gesing (1968)
- Alamiro Giampieri (1893-1963)
- Anthony Gigliotti (en) (1922-2001)
- David Glazer (1913-2001)[12]
- Carl Andreas Göpfert (1768—1818)
- Manuel Gómez (1859―1923)
- Benny Goodman (1909―1986)[13]
- Georges Grisez (1884-1946)
- Ante Grgin (1945)
- Henri Guisgand (1913-1982)
- Romain Guyot (1969)[14]

### H
- Alan Hacker (1938-2012)[15]
- Gaston Hamelin (1884―1951)
- Franz Hammerla (de) (1902-1974)
- Richard Haynes (1983)
- Florent Héau (1968)

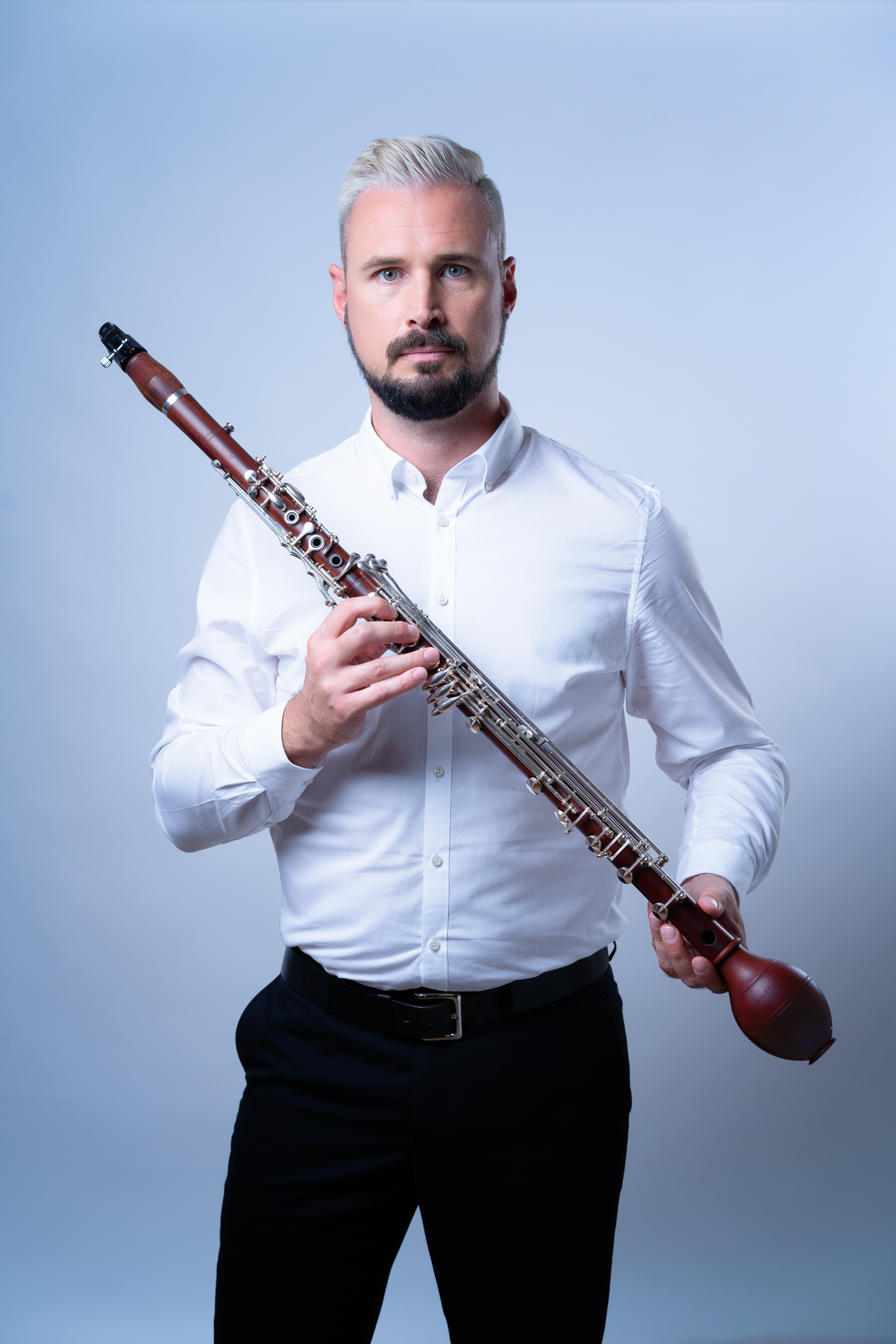
Richard Haynes avec une clarinette d'amour moderne en sol (2021).

- Johann Simon Hermstedt (1778—1846)
- Janet Hilton (1945)[16]
- Léon Hoogstoël (1887-1966)
- Josef Horák (1931―2005), clarinette basse

### J

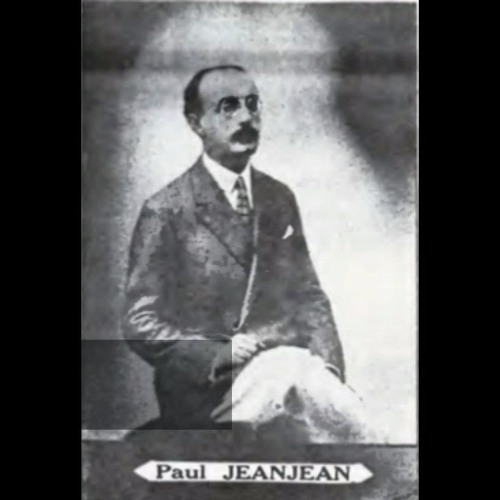
Paul Jeanjean.

- Paul Jeanjean (1874—1928)
- Theo Jörgensmann (1948)
- Emma Johnson (1966)

### K
- Mustafa Kandıralı (en) (1930-2020)
- Sharon Kam (1971)[17]

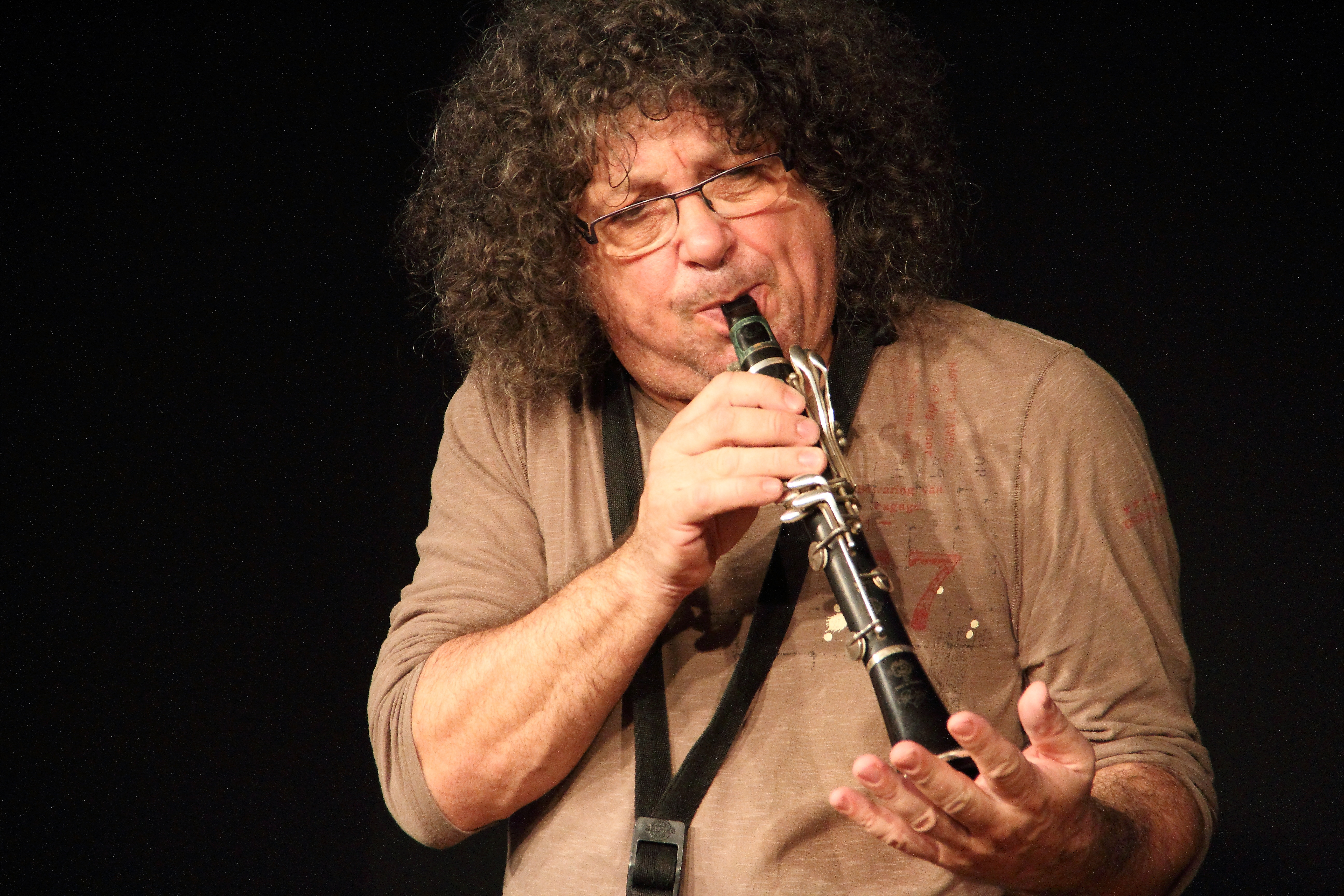
Sylvain Kassap.

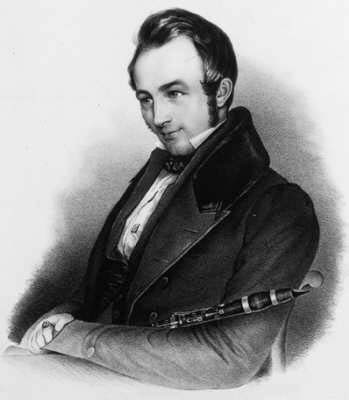
Johann Gottlieb Kotte.

- Sylvain Kassap (1956-), clarinette basse
- Reginald Kell (1906—1981)[18]
- Thea King (1925―2007)[19]
- Dieter Klöcker (1936-2011)
- Hyacinthe Klosé (1808—1880)
- Milan Kostohryz (1911―1998) [20]
- Johann Gottlieb Kotte (1797―1857)
- Béla Kovács (1937-2021)
- David Krakauer (1956)
- Kari Kriikku (1960)

### L

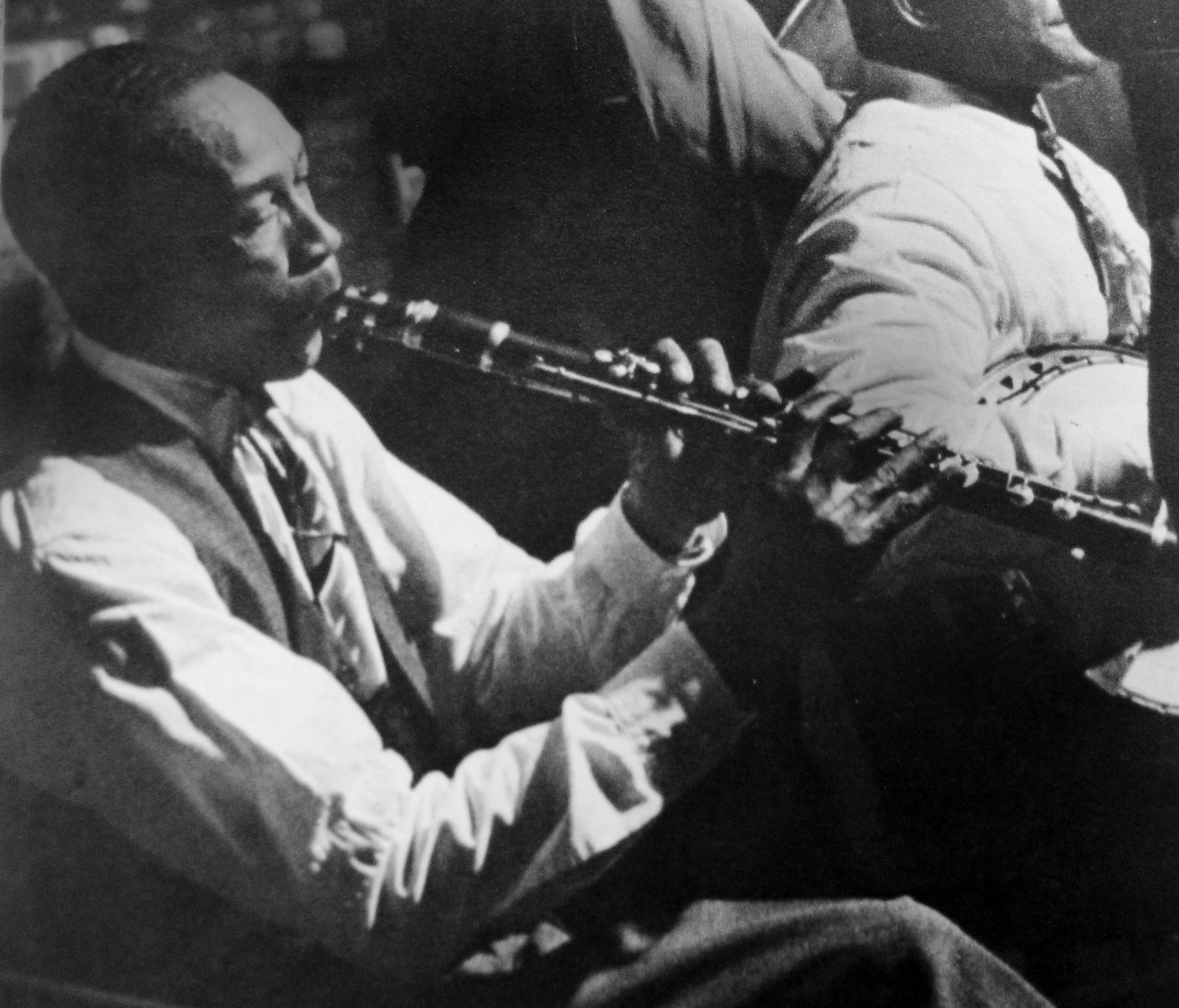
George Lewis, 1950.

- Paul-Jacques Lambert (1920-?)[réf. nécessaire]
- Jacques Lancelot (1920―2009)[21]
- Gustave Langenus (1883-1957)
- Henry Lazarus (1815—1895)
- Léon Leblanc (1900-2000)
- Henri Lefèbvre (1867-1923)
- Pierre Lefebvre (1898-1983)
- Jean-Xavier Lefèvre (1763—1829)
- Louis Lefèvre (1773-1833)
- Karl Leister (1937)[22]
- Adolphe Leroy (1827-1880)
- Henri Leroy (1874-1960)
- Michel Lethiec (1946)[23]
- George Lewis (1900-1968)
- Claude Luter (1923-2006)

### M
- John McCaw (1918-2015)[réf. nécessaire]
- Ralph McLane (en) (1907―1951)
- Luigi Magistrelli (1961)
- Aurelio Magnani (1856—1921)
- John Mahon (1749—1834)
- Ralph Manno (1964)
- Robert Marcellus (en) (1928―1996)
- Andrew Marriner (1954)[24]
- Rosario Mazzeo (1911―1997)
- Philipp Meissner (1748—1816)
- Paul Meyer (1965)[25]
- Sabine Meyer (1959)[26]
- Mezz Mezzrow (1899-1972)
- Jost Michaels (de) (1922―2004)
- Jean-Christian Michel (1938-)
- Lev Mikhaïlov (1936―2003)
- Prosper Mimart (1859-1928)
- Jacques Millon (1933-2005)
- André Moisan (1960)
- Pascal Moraguès (1963)[27]
- Spyros Mourikis (1974)[réf. nécessaire]
- Michel Moysard (1777—1824)
- Ivan Mozgovenko (1924)

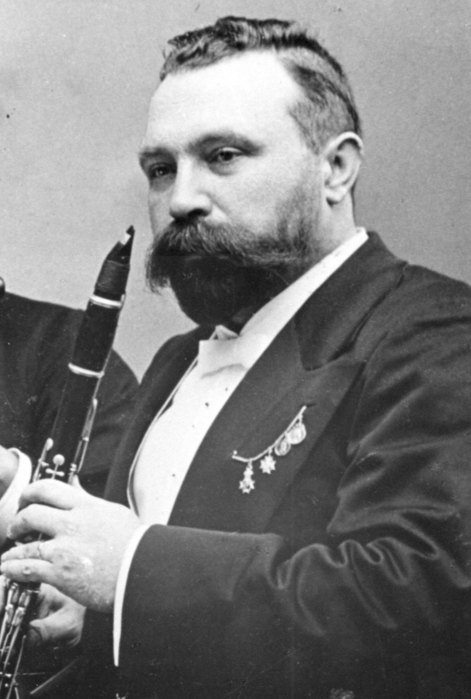
Richard Mühlfeld.

- Richard Mühlfeld (1856—1907)[28]
- Iwan Müller (1786—1854)

### N

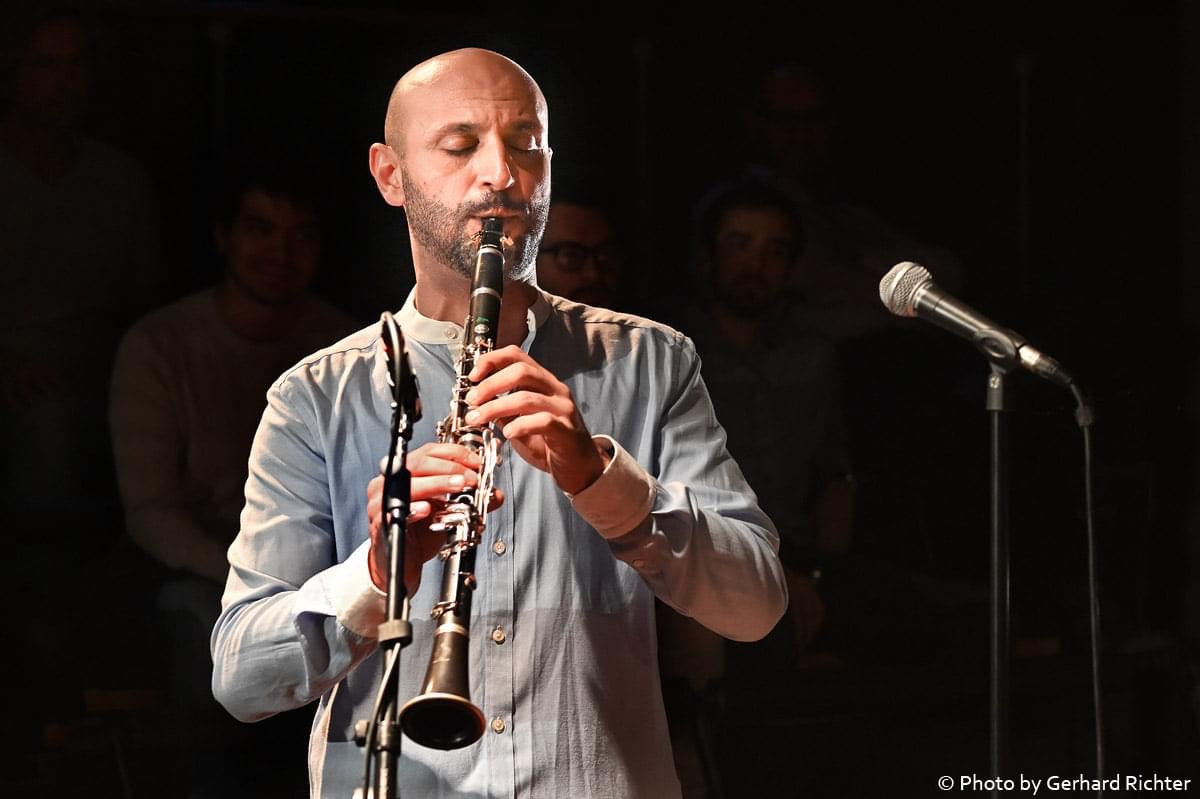
Mohamed Najem.

- Marcel Naulais (1923-1997)
- Charles Neidich (en) (1953)
- Mohamed Najem (1984)

### O

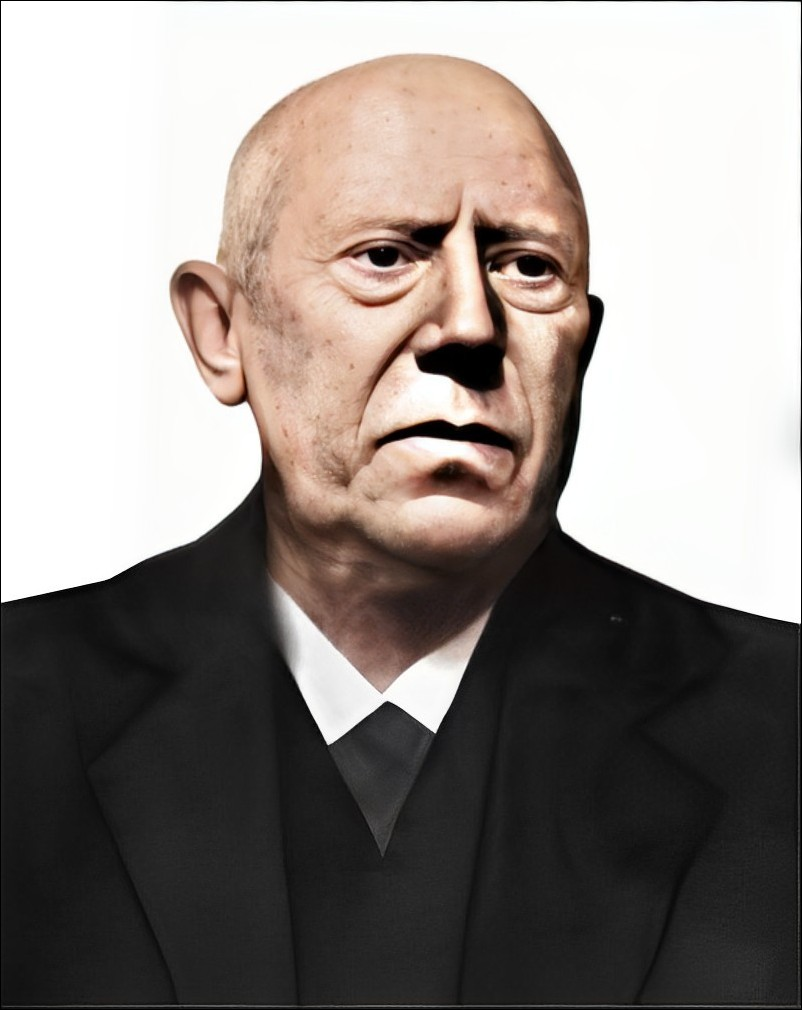
Oskar Oehler.

- Oskar Oehler (1858—1936)
- Andreas Ottensamer (de) (1989-)
- Daniel Ottensamer (de) (1986-)
- Ernst Ottensamer (de) (1955–2017)
- Aage Oxenvad (1884―1944)

### P
- Félix Pagès (1858-19..)
- Ivo Papazov (1952)
- Henri Paradis (1861-1940)
- Antony Pay (en) (1945)
- Auguste Périer (1883-1947)
- Gervase de Peyer (1926-2017)

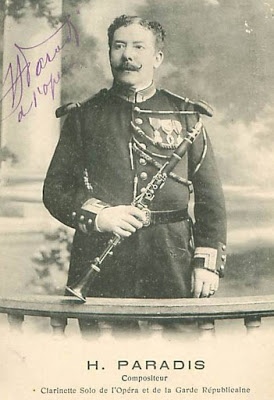
Henri Paradis.

- Georges Pigassou (1882-1978), clarinette basse
- André Pons (1932-2018)[réf. nécessaire]
- Michel Portal (1935)[29]
- Alfred Prinz (1930-2014)[30]
- Gaspard Procksch (17?-17?)

### R
- Petko Radev (ru) (1933-2017)

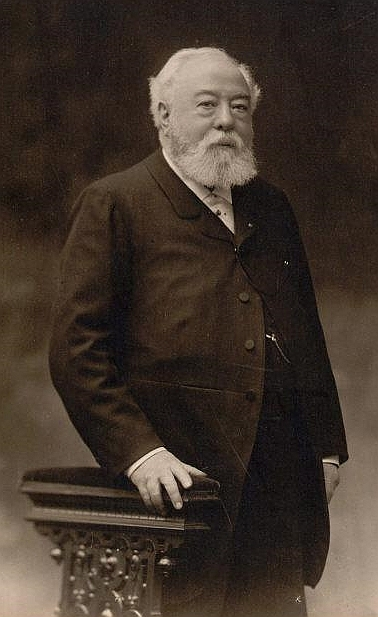
Cyrille Rose (1880).

- Peter Rieckhoff (1939-1994)[réf. nécessaire]
- Vladimír Říha (1905-1978)[réf. nécessaire]
- Carol Robinson (1956-)
- Christophe Rocher (1967)
- Valentin Roeser (1735-1782?)
- Antonio Romero y Andía (1815-1886)
- Cyrille Rose (1830-1902)
- Luis Rossi (1947-)
- Hubert Rostaing (1918-1990)
- Sergueï Rozanov (1870―1937)

### S
- Girolamo Salieri (1794-1838)
- Ciro Scarponi (1950-2006)
- Alozc Schulz (18?-19?)[réf. nécessaire]
- Louis Sclavis (1953)
- Ferdinando Sebastiani (1803-1860)
- Alexandre Selmer (1864-1953)

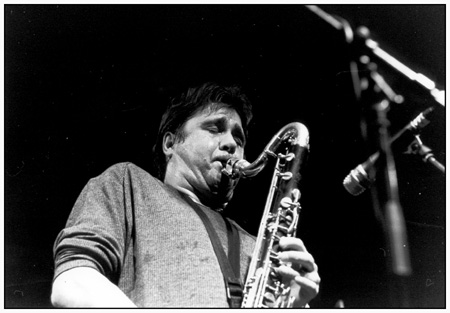
Louis Sclavis.

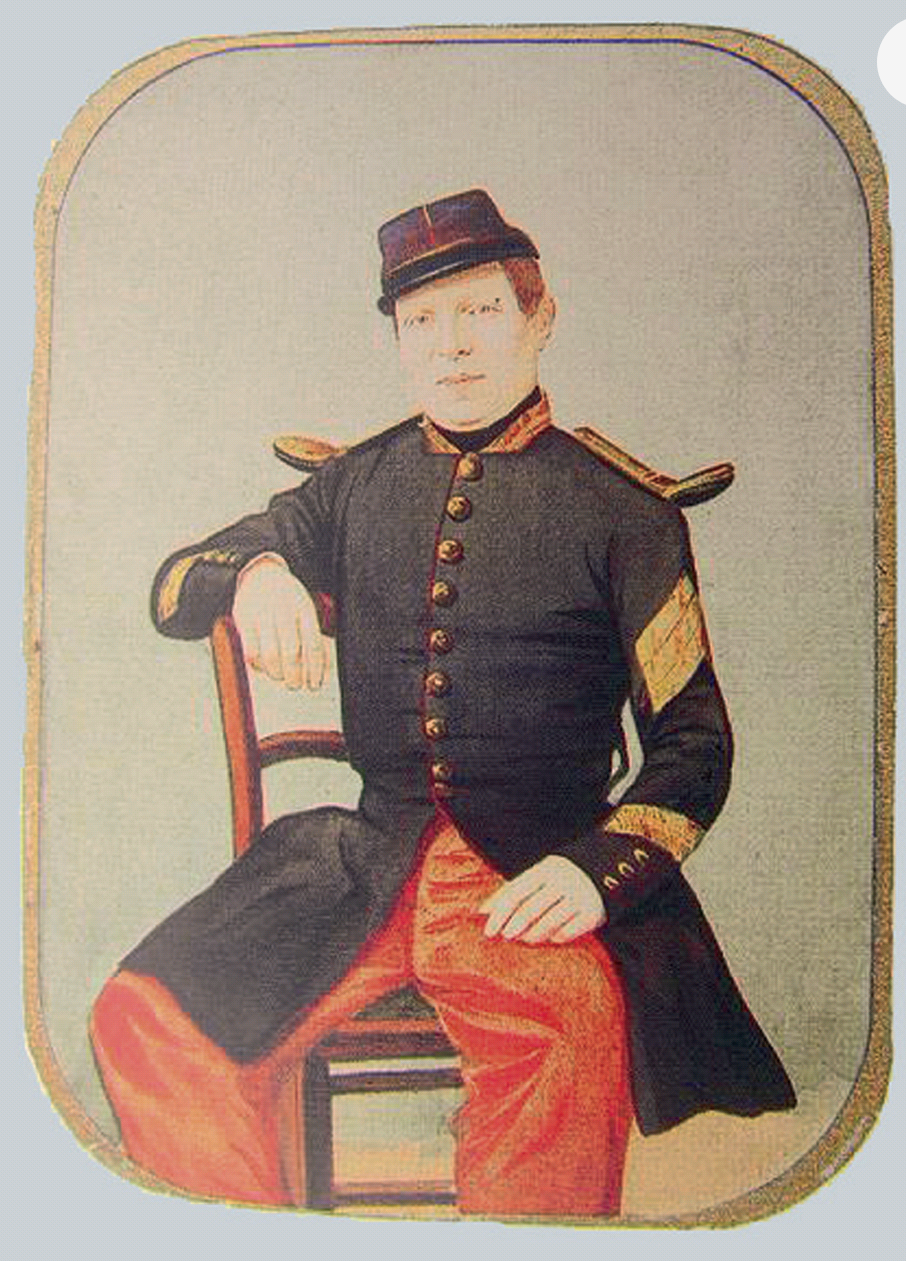
Charles Frédéric Selmer.

- Charles Frédéric Selmer (1819-1878)
- Henri (Chery) Selmer (1858-1941)
- Adrien-François Servais (1807-1866) avant de devenir violoncelliste
- Selim Sesler (1957-2014)
- Raphaël Sévère (1994)
- Artie Shaw (1910-2004)
- Vladimir Sokolov (1936-1999)
- Pedro Étienne Solère (1753-1817)
- Harry Sparnaay (1944-2017), clarinette basse
- Anton Stadler (1753-1812)
- Johann Stadler (1755-1804)
- Hans-Rudolf Stalder (1930-2017)
- Robert Stark (1855-1922)
- Richard Stoltzman (1942)[31]
- Harald Strebel (de) (1942)
- Hüsnü Şenlendirici (tr) (1976)
- Şükrü Tunar (tr) (1907-1962)
- John Surman (1944), clarinette basse

### T
- Dave Tarras (1895-1989)
- Franz Tausch (1762—1817)
- Frederick Thurston (1901―1953)
- Charles Turban (1845-1905)

### U

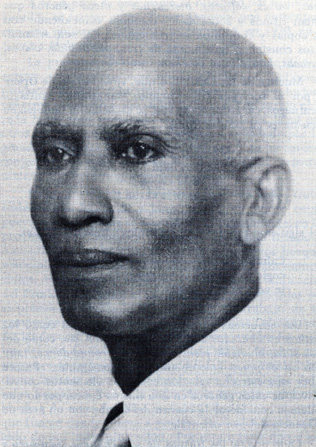
José Urfé.

- José Urfé (1879-1957)

### V
- André Vacellier (1909-1994)
- Amand Vanderhagen (1753—1822)
- Robert Van Doren (1904-1996)
- Jean-Claude Veilhan (1940)[32]
- René Verney (1880-1957)
- Jean-Marc Volta (1951-), clarinette basse
- Gilbert Voisin (1921-2008)

### W

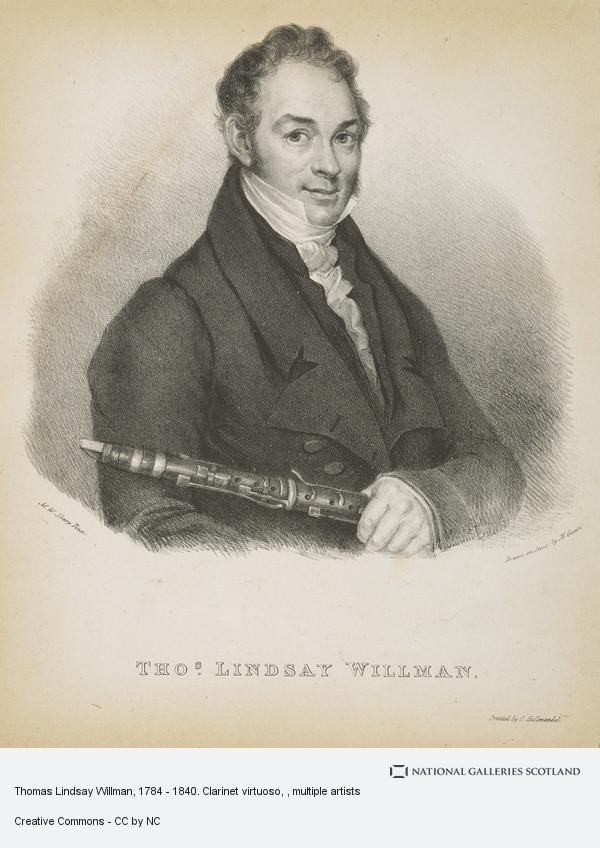
Thomas Lindsay Willman.

- Bernard Walton (en) (1917-1972)
- David Weber (en) (1913-2006)
- Reiner Wehle (de) (1954)
- Thomas Lindsay Willman (1784—1840)
- Leopold Wlach (1902—1956)[33]
- Harold Wright (en) (1926-1993)

### Y

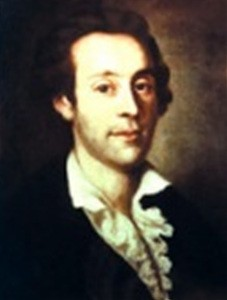
Michel Yost.

- Michel Yost (1754—1786)
- Miguel Yuste (1870-1947)
- Yom (1980)

### Z
- Bohuslav Zahradnik (1947 -1987)[réf. nécessaire]
- Dario Zingales

## Représentation de clarinettiste
|                                                                                  |
| Caricature Jean Canardin - Clarinette de bal champêtre (lithographie, ca. 1824). |

|                                                |
| Femme clarinettiste dans une publicité (1888). |

|                                                            |
| Caricature du clarinettiste hongrois Mátrai Zoltán (2019). |